# Донійоров Тулашбой Ашуралійович
Донійоров Тулашбой Ашуралійович (узб. Toʻlashboy Doniyorov; 30 березня 1981, Ізбасканський район, Андижанська область, Узбецька Радянська Соціалістична Республіка) — узбецький боксер, призер чемпіонатів Азії серед аматорів.

## Аматорська кар'єра
Тулашбой Донійоров був чемпіоном Узбекистану в 1999—2003 та 2005 роках.
На чемпіонаті світу 2001 в категорії до 48 кг програв в першому бою Сергію Казакову.
На чемпіонаті Азії 2002 в категорії до 51 кг завоював бронзову медаль. На Азійських іграх 2002 програв в першому бою.
На чемпіонаті світу 2003 переміг Іванаса Стаповичюса (Литва), а в 1/8 фіналу програв Александру Александрову (Болгарія).
На чемпіонаті Азії 2004 завоював бронзову медаль. На Кваліфікаційному турнірі в Гуанчжоу, Китай зайняв перше місце і кваліфікувався на Літні Олімпійські ігри 2004. На Олімпіаді вибув з боротьби за медалі в чвертьфіналі.
- В 1/16 фіналу переміг Віоліто Пайла (Філіппіни) — 36-26
- В 1/8 фіналу переміг Рональда Сайлера (США) — 45-22
- У чвертьфіналі програв Жерому Тома (Франція) — 16-25

На чемпіонатах світу 2005 та 2007 програвав в першому бою.
Кваліфікувався на Олімпійські ігри 2008, на яких в першому бою переміг Бернарда Нгумба Ірунгу (Кенія) — 10-1, а в другому програв Ахілу Кумару (Індія) — 6-13.
На чемпіонаті світу 2009 виступав в категорії до 54 кг і здобув дві перемоги, а в чвертьфіналі програв Детеліну Далаклієву (Болгарія).
Після завершення виступів працював тренером з боксу.